# Romualdas Požerskis
Romualdas Požerskis (nar. 7. července 1951, Vilnius) je litevský fotograf, nositel Litevské národní ceny (1990) a rytířského stupně Řádu za zásluhy o Litvu (2005), univerzitní profesor (2011). Věnuje se především žánrové fotografii. Kromě řady výstav ve Vilniusu vystavoval samostatně i v rámci skupin umělců v mnoha zahraničních městech.